# 斯泰基 (波爾塔瓦州)
49°50′41″N 33°24′13″E / 49.84472°N 33.40361°E
斯泰基（烏克蘭語：Стайки），是烏克蘭中部的村莊，隸屬波爾塔瓦州的盧布尼區。該村處於霍羅爾河右岸，分別距離克尼亚扎卢卡0.5公里和舊阿夫拉米夫卡1.5公里，海拔高度93米，2001年人口161。